# Mattis Herman Nyquist
Mattis Herman Nyquist, es un actor noruego que interpreta a Hektor Stolt-Hansen en la serie Nobel.

## Biografía
Es hijo de Kine Nyquist, tiene un hermano.
Es buen amigo del actor noruego Espen Klouman Høiner.

## Carrera
Se graduó en el 2008 del "teaterhøgskole" y posteriormente se unió al "Nationaltheatret".
En 2012 se unió al elenco de la película En som deg (en inglés: "Must Have Been Love") donde dio vida a August.
En el 2016 se unió al elenco principal de la serie Nobel donde interpreta a Hektor Stolt-Hansen, hasta ahora.

## Filmografía

### Series de televisión
| Año             | Título           | Personaje              | Notas                                          |
| --------------- | ---------------- | ---------------------- | ---------------------------------------------- |
| 2016 - presente | Nobel            | Hektor Stolt-Hansen    | 7 episodios                                    |
| 2015            | Unge lovende     | Hombre en la Editorial | episodio # 1.2                                 |
| 2015            | Hæsjtægg         | Robert                 | -                                              |
| 2015            | Neste Sommer     | Thomas                 | episodio "Trønder & Piloten"                   |
| 2014            | Mammon           | Estudiante             | episodio "Kapittel 4: Pakten"                  |
| 2014            | Det tredje øyet  | Richard                | episodio # 1.1                                 |
| 2013            | Dag              | Massøren               | episodio "Baconmannen ringer alltid to ganger" |
| 2008, 2010      | Hvaler           | Presten                | 5 episodios                                    |
| 2009            | En god nummer to | Bjørn Helge Stangeland | episodio # 1.7                                 |

### Películas
| Año  | Título      | Personaje | Notas |
| ---- | ----------- | --------- | --- |
| 2016 | Retract     | Mattis    | corto - junto a Andrea Bræin Hovig, Birgitte Larsen, Anita Uberoi, Kari Onstad Winge y Hanne Skille Reitan |
| 2012 | En som deg  | August    | junto a Pamela Tola, Espen Klouman Høiner, Laura Birn, Audun Hjort, Rosa Salomaa y Pihla Viitala           |
| 2011 | Headhunters | Ferdinand | junto a Aksel Hennie, Nikolaj Coster-Waldau, Synnøve Macody Lund, Julie Ølgaard y Eivind Sander            |
| 2010 | Påtrykt     | Samuel    | junto a Lars Arentz-Hansen, Hege Schøyen y Robert Skjærstad                                                |
| 2009 | Amor        | Christian | corto - junto a Pål Sverre Hagen, Ida Elise Broch, Jenny Skavlan y Anders Rummelhoff                       |
| 2009 | Sækzi       | Martin    | corto - junto a Marie Bonde Ramberg                                                                        |

### Escritor
| Año | Título                    | Notas |
| --- | ------------------------- | ----- |
| -   | Det er jeg som er Torvald | -     |

### Narrador
| Año  | Título       | Notas                              |
| ---- | ------------ | ---------------------------------- |
| 2016 | Skiskytterne | 3 episodios (miniserie-documental) |

### Teatro
| Año  | Obra                       | Personaje                   | Director (a) | Teatro           | Notas                                                       |
| ---- | -------------------------- | --------------------------- | ------------ | ---------------- | ----------------------------------------------------------- |
| 2016 | Grønlandsutraen            | -                           | -            | Torshovteatret   | -                                                           |
| 2016 | Fortrolige samtaler        | Henrik                      | Liv Ullman   | Nationaltheatret | junto a Marte Engebrigtsen, Bjørn Skagestad y Kari Simonsen |
| 2015 | De tre Musketerer          | Aramis                      | -            | Folketeateret    | -                                                           |
| 2014 | Tjue tusen sider           | Tony                        | -            | Norske Teatret   | -                                                           |
| 2013 | Hedda Gabler               | Jørgen Tesman               | -            | Nationaltheatret | junto a Tone Beate Mostraum y Andrea K. Bræin Hovig         |
| 2012 | Misantropen                | -                           | -            | -                | -                                                           |
| 2010 | Sangen om den røde rubin   | Ask Burlefot / Agnar Mykles | -            | Riksteatret      | -                                                           |
| -    | Faren til barnet til moren | -                           | -            | -                | junto a Hanne Skille Reitan y Fredrik Brattberg             |
| -    | Kafkas Slottet             | Barnabas                    | -            | -                | -                                                           |
| -    | Eit lykkeleg sjølvmord     | Viktor                      | -            | -                | -                                                           |
| -    | Peer Gynt                  | -                           | -            | -                | -                                                           |
| -    | OMsorg                     | -                           | -            | -                | -                                                           |
| -    | Baby                       | Marc                        | -            | -                | -                                                           |
| -    | Jeanne d'Arc               | Gutten                      | -            | -                | -                                                           |
| -    | Galileo                    | Andrea                      | -            | -                | -                                                           |
| -    | BankeRått                  | Joven                       | -            | -                | -                                                           |
| -    | Plastilina                 | Spira                       | -            | -                | -                                                           |

## Premios y nominaciones
| Año  | Categoría | Premio            | Obra                     | Resultado |
| ---- | --------- | ----------------- | ------------------------ | --------- |
| 2012 | Actor     | Heddaprisen Award | Misantropen              | Ganó      |
| -    | -         | Heddaprisen Award | Sangen om den røde rubin | Nominado  |